# Trinidad and Tobago Police Service

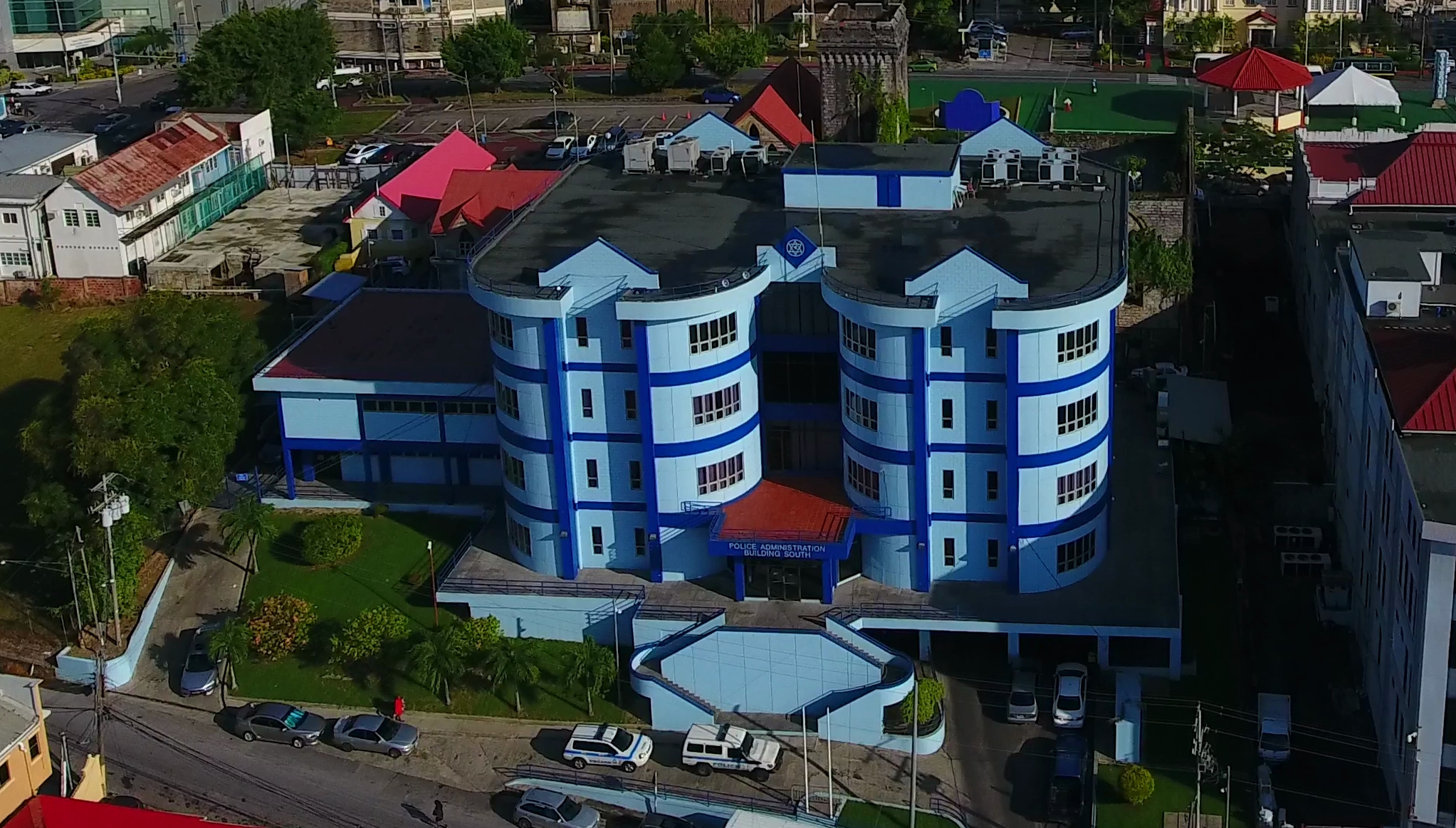
Hauptverwaltung in San Fernando

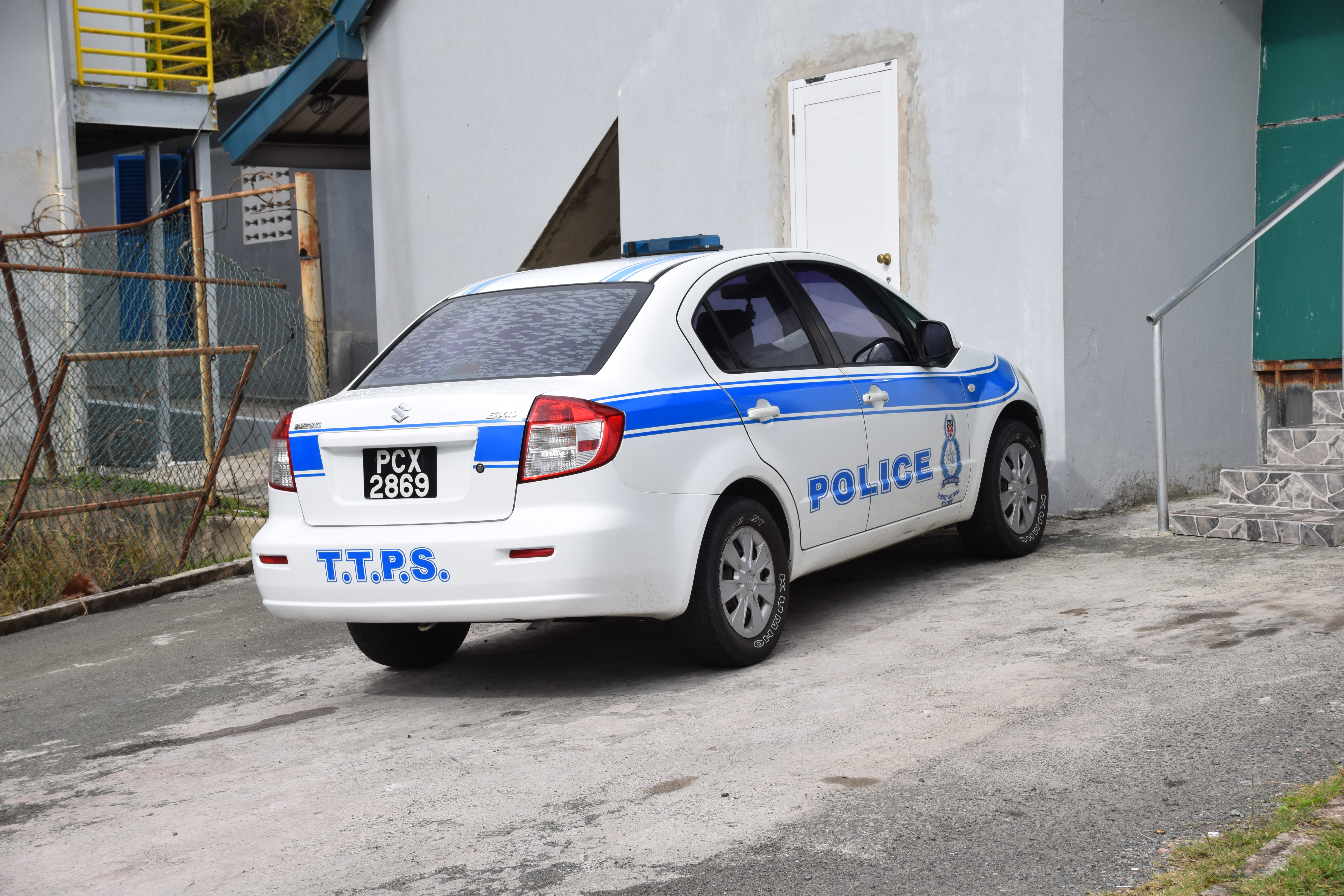
Einsatzfahrzeug der TTPS

Der Trinidad and Tobago Police Service (TTPS) ist die Polizei der Republik Trinidad und Tobago.
Die Polizei ging aus der britischen Kolonialpolizei nach der Unabhängigkeit der Inseln 1962 hervor. 1965 wurde mit dem Police Service Act der Trinidad and Tobago Police Service gegründet. 1973 wurde der TTPS dem Ministerium für Nationale Sicherheit unterstellt und dort das neue Amt des Commissioner of Police geschaffen, der dem TTPS vorsteht.
2014 standen über 6000 Polizisten im Dienst der TTPS. Die Zentrale befindet sich im Stadtteil Downtown der Hauptstadt Port of Spain.